# Amata monedula
Amata monedula är en fjärilsart som beskrevs av Hans Daniel Johan Wallengren 1860. Amata monedula ingår i släktet Amata och familjen björnspinnare. Inga underarter finns listade i Catalogue of Life.